# Miley Stewart
Miley Ray Stewart è un personaggio dalla serie televisiva Hannah Montana di Disney Channel. Miley è una ragazza come tante altre, ma in realtà nasconde una doppia vita, dato che è anche la famosa popstar Hannah Montana.
È interpretata da Miley Cyrus e doppiata da Virginia Brunetti per la voce e da Giulia Luzi per il canto.

## Il personaggio
Miley Stewart (Miley Cyrus) è una quattordicenne che frequenta la scuola media Seaview (dalla seconda stagione in poi il liceo Seaview). Vive una vita normale durante la giornata, ma la notte cambia personalità e look (con una parrucca bionda) e si trasforma in Hannah Montana, il suo alter ego. I migliori amici di Miley sono Lilly Truscott (Emily Osment) e Oliver Oken (Mitchel Musso), le uniche persone della scuola di Miley che conoscono il suo segreto. Le sue nemiche sono Amber Addison (Shanica Knowles) e Ashley Dewitt (Anna Maria Perez de Tagle), due ragazze che costantemente snobbano Miley e i suoi amici, ma adorano Hannah. Nell'episodio Chi usa chi? Miley comincia ad uscire con la superstar Jake Ryan (Cody Linley), ma la loro storia dovrà interrompersi poiché Jake deve andare in Romania per fare un film. Miley vive l'adolescenza come qualunque ragazza, tuttavia il suo alter ego Hannah Montana le causa molte complicazioni. Alla fine della quarta stagione si innamorerà di Jesse, il chitarrista della band di Hannah.

Miley nei panni di Hannah in Hannah Montana: The Movie

Miley vive con il padre Robby Ray Stewart (Billy Ray Cyrus), che è inoltre il suo responsabile e produttore, e con suo fratello Jackson Stewart (Jason Earles). La madre di Miley è morta quando la ragazza aveva 10 anni. È protetta dalla sua guardia del corpo Roxy (Frances Callier). Quest'ultima è anche a conoscenza della doppia vita di Miley. Soltanto quelli che le stanno vicino, compresa tutta la famiglia e i suoi amici, sanno della sua doppia vita da cantante. Miley, infatti, ha paura che la gente non la tratterà più come un'adolescente normale se dovesse dire al mondo che è Hannah Montana, così riesce a mantenere il suo segreto.
Alla fine della quarta stagione, Miley rivela al mondo intero di essere Hannah Montana.

## Discografia (come Hannah Montana)

### Primo disco
| 1  | The Best of Both Worlds | Miley Cyrus (come Hannah Montana)   | 2:54 |
| 2  | Who Said                | Miley Cyrus (come Hannah Montana)   | 3:14 |
| 3  | Just Like You           | Miley Cyrus (come Hannah Montana)   | 3:14 |
| 4  | Pumpin' Up the Party    | Miley Cyrus (come Hannah Montana)   | 3:09 |
| 5  | If We Were a Movie      | Miley Cyrus (come Hannah Montana)   | 3:03 |
| 6  | I Got Nerve             | Miley Cyrus (come Hannah Montana)   | 3:06 |
| 7  | The Other Side of Me    | Miley Cyrus (come Hannah Montana)   | 3:07 |
| 8  | This Is the Life        | Miley Cyrus (come Hannah Montana)   | 2:58 |
| 9  | Pop Princess            | The Click Five                      | 4:24 |
| 10 | She's No You            | Jesse McCartney                     | 3:33 |
| 11 | Find Yourself in You    | Everlife                            | 3:35 |
| 12 | Shining Star            | B5                                  | 2:44 |
| 13 | I Learned from You      | Miley Cyrus (feat. Billy Ray Cyrus) | 3:25 |

### Secondo disco (video musicali)
| 1 | The Best of Both Worlds | Miley Cyrus (come Hannah Montana) |
| 2 | Who Said                | Miley Cyrus (come Hannah Montana) |
| 3 | Just Like You           | Miley Cyrus (come Hannah Montana) |
| 4 | Pumpin' Up the Party    | Miley Cyrus (come Hannah Montana) |
| 5 | The Other Side of Me    | Miley Cyrus (come Hannah Montana) |

### Terzo disco
- 1- It's All Right Here
- 2- Let's Do This
- 3- Mixed Up
- 4- He Could Be The One
- 5- Just A Girl
- 6- I Wanna Know You (featuring David Archuleta)
- 7- Supergirl
- 8- Every Part Of Me
- 9- Ice Cream Freeze (Let' s Chill)
- 10- Don't Want To Be Torn
- 11- Let's Get Crazy
- 12- I Wanna Know You
- 13- Let's Make This Last 4ever (cantata da Mitchel Musso)
- 14- If We Were A Movie (featuring Corbin Bleu)

### Quarto disco:Hannah Montana & Miley Cyrus: Best of Both Worlds
- Rock star
- Life's What You Make It
- Just Like You
- Nobody's Perfect
- Pumpin'up The Party
- I Got Nerve
- We've Got The Party (With Us) (duetto con i Jonas Brothers)
- Start All Over
- Good and broken
- See you again
- Let's dance
- East Northumberland High
- G.N.O. (Girl's Night Out)
- The Best of Both Worlds

### Quinto disco:Hannah Montana: The Movie
- You'll Always Find Your Way Back Home
- Let's Get Crazy
- The Good Life
- Everything I Want
- Don't Walk Away
- Hoedown Throwdown
- Dream lyrics
- The Climb
- Butterfly Fly Away
- Backwards lyrics
- Back To Tennessee
- Crazier lyrics
- Bless The Broken Road
- Let's Do This
- Spotlight
- Game Over
- What's Not To Like
- The Best Of Both Worlds: The 2009 Movie Mix
- The Best Of Both Worlds (Hannah Montana The Next Generation Version)

### Sesto disco:Hannah Montana Forever
- Are You Ready
- Ordinary Girl
- Kiss It Goodbye
- Que Sera
- Need A Little Love
- Barefoot Cinderella
- Been Here All Along
- Gonna Get This (This Boy That Girl) (Feat. Iyaz)
- I'm Still Good
- I Will Always Remember You
- Wherever I Go (Feat. Emily Osment)